# 何弢
何弢（英語：Ho Tao，1936年7月17日—2019年3月29日），原籍廣東，生於上海，建築師兼藝術家。
何弢是港事顧問、香港區旗和香港區徽設計師、香港藝術中心發起人之一及總建築師、上環街市重修更新的規劃師，並負責海洋公園大熊貓館的興建計劃。何弢還是香港知識產權會首任會長，曾任香港城市大學校董、香港建築師學會會長及香港電台《講東講西》主持，亦分別出任中國藝術學院及上海同濟大學客座教授。

## 簡歷
何弢在內地開始接受教育，父親何炳賢（1901年-1999年1月24日）曾任汪精衛國民政府中央委員並參予軍事，糧食及經濟多方面決策，1949年4月13歲時隨父母移居香港後就讀香港培正中學，後赴美國麻省威廉姆斯学院主修藝術歴史，副修宗教和音樂，1960年獲文學士學位。獲四年阿瑟李曼獎學金繼續於哈佛大學設計研究院專研建築及城市設計，並於1964年獲得建築碩士銜。1964年底返港執業，到1968年開設設計事務所，提供建築、城市規劃、室內及藝術設計等服務，在北京、上海、廣州和香港均設有辦公室。
何弢於2002年4月29日到武漢公幹期間突然中風病倒，自此退休並甚少公開露面。到2019年3月29日於灣仔律敦治醫院逝世，終年83歲。

## 部份作品
- 工展會（1969年）政府展亭[3]
- 香港特別行政區區旗
- 香港特別行政區區徽
- 港鐵荃灣車廠及荃灣站
- 香港藝術中心（何氏有份倡議創立）[4]
- 聖士提反書院科藝樓
- 寶雲道及布力徑一批住宅發展項目
- 香港浸會大學善衡校園局部重建（溫仁才大樓）
- 香港中文大學何善衡工程學大樓（何氏為加國冬奧製作之鋼鐵雕塑，曾置於新亞書院，目前移置於工程學大樓對出）
- 五旬節聖潔會永光堂
- 上海新金橋大廈（获上海市建委一等设计奖）
- 北京中國建設銀行總行
- 富健花園（與周蕙禮建築師事務所合作）
- 順利邨公園
- 海洋公園賽馬會大熊貓園
- 都會計劃之西九龍填海概念模型[5]
- 拔萃男書院附屬小學（與周德年建築師事務所合作）